# Pterostichus haldemani
Pterostichus haldemani är en skalbaggsart som beskrevs av John Lawrence LeConte 1848. Pterostichus haldemani ingår i släktet Pterostichus och familjen jordlöpare. Inga underarter finns listade i Catalogue of Life.